# Villarzino
Villarzino è una frazione del comune di Bascapè posta a sudest del centro abitato in aperta campagna, ai confini della località lodigiana di Gugnano.

## Storia
La località fu contesa nel Medioevo fra Pavia e Milano, venendo alla fine sottoposta a quest'ultima, all'interno della Pieve di San Giuliano. Dopo un lunghissimo periodo di autonomia municipale durato secoli, il governo austriaco annesse il comune a Bascapè col decreto governativo del 4 aprile 1842, n.°6822/1236.